# Alternanthera peploides
Alternanthera peploides är en amarantväxtart som först beskrevs av Alexander von Humboldt och Aimé Bonpland, och fick sitt nu gällande namn av Ignatz Urban. Alternanthera peploides ingår i släktet alternanter, och familjen amarantväxter. Inga underarter finns listade i Catalogue of Life.